# سی‌یچیرو ماکی
سی‌یچیرو ماکی (به انگلیسی: Seiichiro Maki) بازیکن فوتبال اهل ژاپن و عضو تیم ملی فوتبال ژاپن است که در تاریخ ۳۱ ژوئیه ۲۰۰۵ میلادی اولین بازی ملی‌اش را انجام داد. او در ۳۸ بازی ملی حضور داشت و آخرین بازی ملی خود را در تاریخ ۴ فوریه ۲۰۰۹ میلادی انجام داد. سی‌یچیرو ماکی در بازی‌های ملی‌اش
۸ گل به ثمر رساند.